# Асман (Кыргызстан)
Асман (кирг. Асман — «небо») — строящийся город в Кыргызстане, на северном берегу Иссык-Куля западнее села Тору-Айгыр, в 15 км к востоку от города Балыкчы (Иссык-Кульский район Иссык-Кульской области).

## Презентация
Официальная презентация экогорода и проекта города «Асман» состоялась в начале июля 2021 года. По проекту город будет построен на 4000 гектар у побережья озера Иссык-Куль. С высоты птичьего полёта город должен будет напоминать кыргызский национальный музыкальный инструмент — Комуз.
Примерные сроки реализации города — 7-10 лет.
Капсулу строительства города Садыр Жапаров возложил летом 2023 года.
Президент Кыргызстана Садыр Жапаров 25 мая 2024 года во время визита в Иссык-Кульскую область сообщил что 4 июня 2024 года начнётся старт строительства экогорода.

## Концепт
По концепции авторов экогорода, город призван стать экономическим и туристическим центром Кыргызстана. В городе будет предусмотрено внедрение передовой образовательной системы, строительство современных оздоровительных и бизнес-центров, стадионов, размещение парков высоких технологий, а также присутствие финансово-кредитных учреждений и т. д.

## Административное деление
Город должен будет подразделяться на 9 зон:
- Зона-Резиденции
- VIP-зона
- Учебно-научная зона
- Медицинская зона
- Жилая зона
- Общественно-деловая зона
- Промышленная зона
- Спортивная зона

## Инфраструктура
Инфраструктура экогорода должна будет состоять из университетов, колледжей, школ, детских садов, банков и финансовых учреждений, бизнес-центров, торгово-развлекательных центров, ресторанов, парков, клиник, больницы, «умных» домов, заводов, фабрик, производств и т. д., а токсичные выхлопы машин будут снижены за счет экологичного электрического транспорта, для которого будут установлены зарядные устройства по всему городу.

### Логистика
В проекте предусмотрено строительство железной дороги Балыкчы—Тамчы протяжённостью около 35 км. Расстояние от Аэропорта «Тамчы» до города Асман будет составлять 12 км.

## Экономика
Власти Кыргызской Республики посчитали что строительство города обойдётся в 20 млрд долларов.
Одним из инвесторов города является суданский миллиардер Алаельдин Хуссейн Ахмед Ибрахим, в декабре 2022 года он приехал в Кыргызстан и обсудил инвестиции.
Первым инвестором проекта является корейская компания Promise Land, она действительно специализируется на строительстве городов будущего и экогородов, у компании уже несколько реализованных проектов.
Одним из подрядчиков является кыргызская компания Module House, зарегистрированная в городе Балыкчы.
Депутат Жогорку кенеша Кыргызской Республики Дастан Бекешев заявил что возводить объекты будет единственная компания «Экспресс-Строй КГ», её руководителем является Кочкорбек Жуманазаров.
Кочкорбек Жуманазаров является руководителем ещё нескольких ОсОО: «Чок-Тал Сити», «Евро Шпал», «КЖ Глобал Компани», «КЖ Инвест Компани».

## Дирекция строительства
13 апреля 2022 года Тимур Файзиев был отстранён от должности руководителя Государственной дирекции по строительству экологически чистого города Асмана.
13 апреля 2022 года Акматалиев Руслан Бекболотович назначен генеральным директором учреждения «Государственная дирекция по строительству экологически чистого города Асман».
Соответствующее решение подписал Председатель Кабинета Министров Кыргызской Республики Акылбек Жапаров.